# Grand-Sault
Grand-Sault (ang. Grand Falls) – miasto w Kanadzie, w prowincji Nowy Brunszwik i hrabstwie Victoria. Nazwa miasta pochodzi od pobliskich wodospadów.
Liczba mieszkańców Grand-Sault wynosi 5 650. Język francuski jest językiem ojczystym dla 83,7%, angielski dla 15,5% mieszkańców (2006).